# Fred Bergmann
Fred Bergmann ist ein deutscher Zahnmediziner und Autor. Sein Tätigkeitsschwerpunkt liegt in den Bereichen Parodontologie und Implantologie.

## Leben
Bergmann absolvierte sein zahnmedizinisches Staatsexamen 1986 an der Universität Mainz. Bis 1990 bildete er sich zum Fachzahnarzt für Oralchirurgie fort, unter anderem an der Universität Erlangen-Nürnberg, Abteilung Mund-Kiefer-Gesicht, und an der Poliklinik für zahnärztliche Chirurgie der Universität Mainz. Er ist Mitglied wissenschaftlicher Vereinigungen wie der DGOI, DGI, Arbeitsgruppe für kieferorthopädische Chirurgie, DGZMK, Deutsche Gesellschaft für Parodontologie und BDiZ EDI; und Mitglied in Redaktionen und Beiräten von Fachzeitschriften wie Cosmetic Dentistry, DGOI Journal für orale Implantologie, PIP Zeitschrift für praktische Implantologie und Implantatprothetik sowie Magazin für dentale Implantologie und Parodontologie.
Seit 1987 ist Bergmann als Referent in internationalen Kursen für Implantologie, Augmentation und Parodontologie tätig. 1993 eröffnete er seine Praxis in Viernheim/Mannheim, in der er heute mit acht weiteren Kollegen praktiziert. Zweiter Praxisstandort ist in Heddesheim, Baden-Württemberg. Seit 2004 ist Fred Bergmann der Leiter der Implantologischen Studiengruppe „Bergstraße“ der Deutschen Gesellschaft für Orale Implantologie (DGOI) in Deutschland. 2009 wurde Bergmann Vizepräsident der DGOI, 2015 wurde er zum Präsidenten der Vereinigung gewählt und hatte diesen Posten für drei Jahre inne. Er ist zertifiziert in Implantologie und Parodontologie durch die DGOI, die DGI, die Landeszahnärztekammer Hessen und die BDiZ EDI.
Im Rahmen seines Engagements in der DGOI ist Bergmann Fortbildungsreferent der postgraduierten Weiterbildung im Curriculum Implantologie der DGOI. Außerdem hat er eine Gastprofessur an der Universität Pretoria für Parodontologie, Mund- und Kieferchirurgie und eine 3-jährige Weiterbildungsermächtigung im Fachgebiet der Oralchirurgie der Landeszahnärztekammer Hessen und der Johann Wolfgang Goethe-Universität Frankfurt. Seit 2017 ist die Praxis Fred Bergmann eine akademische Lehr- und Forschungseinrichtung der Universität Frankfurt (Abteilung MKG). Seit 2018 ist er Past-Präsident der DGOI und ist seine Praxis eine akademische Lehr- und Forschungseinrichtung der Universität für digitale Technologie in Medizin und Zahnmedizin, Luxemburg. Er ist als Referent auch in den Masterstudiengängen MSC DTMD national und international tätig. Seit 2019 ist Bergmann Prodekan für Asienwissenschaften an der DTMD Universität Luxemburg, Gastprofessor an der International University of Agadir (Universiapolis) und Honorary Member der Ukrainian Scientific Dental School. Zusätzlich ist Bergmann wissenschaftlicher Leiter des DGOI Joint Curriculums für Implantologen und Oralchirurgen.

## Schriften
- mit Axel Wunder, Dirk-Joachim Drews, U. Muller, Christian Lucka: Implant supported tooth by tooth restoration with limited abutment changes. Wissenschaftliche Posterpräsentation. 14th Dentsply Friadent World Symposium 2010, März 2010.
- Langzeiterfolg in der Ästhetik Zone durch Rekonstruktion und Erhaltung der periimplantären Hart- und Weichgewebe. In: Zeitschrift Dentale Implantologie & Parodontologie. Mai 2010.
- Ein neues Konzept bei Periimplantitis. In: Zeitschrift Implantologie Journal. September 2010.
- "Präzise Diagnostik und perfekte Ästhetik in der Implantologie", In: Zeitschrift cosmetic dentistry. September 2010.
- Herausforderung Frontzahnästhetik-Erfolg ist planbar. In: Zeitschrift Dentistry. September 2010.
- Schnell und schonend extrahieren. In: Dental Magazin. 5/2010.
- A new treatment concept for periimplantitis. In: EDI Journal. Vol. 6. 4/2010.
- Computergestützt implantieren mit ANKYLOS ExpertEase. In: Digital Dental News. März 2011.
- Gute Taten -Zahnärztliches Hilfsprojekt Brasilien e.V.. In: Magazin Dentallabor.  März 2011
- Frühkindliches Frontzahntrauma. In: Kundenzeitschrift der DENTSPLY Friadent „iDENTity“. 2/2011.
- 3D-Diagnostik in Kombination mit atraumatischer Implantologie. In: Orale Implantologie. 3/2011.
- Gewebeerhalt fördert langfristige ästhetische Erfolge. In: Orale Implantologie. 2/2012.
- Early childhood anterior tooth trauma. In: CAD CAM digital dentistry. 4/2012.
- A leading- edge implant-supported prosthetic concept for long- term success and tissue stability. In: Dentsply Implants Magazin. 1/2013, Seite 28.
- Ästhetischer Einzelzahn-Ersatz nach Frontzahntrauma im Jugendalter. In: Dentsply Sirona Deutschland. 1/2016.
- Implantprothetische Therapie für die Sofortversorgung eines zahnlosen Oberkiefers. In: ddm. 1/2014, Seite 6–13.
- Esthetic restoration of a single tooth following. In: Inspiration & Insights. Magazin Dentsply Sirona Implants. 4/2016.
- Wenn das Implantat zum Knochen passt. In: Z Oral Implant. 4/2016.
- Im Schulterschluss mit dem Knochen. In: Zeitschrift für Orale Implantologie. 1/2017.
- Wunsch wird Wirklichkeit – wenn der Versorgungsumfang von Patientenvorstellung abweicht. In: ddm. 4/2018.